# Clathurellidae
Clathurellidae là một họ ốc biển đơn ngành có kích cỡ từ nhỏ đến vừa trong liên họ Conoidea. Theo Taxonomy of the Gastropoda (Bouchet & Rocroi, 2005), chúng được đặt là phân họ Clathurellinae trong họ ốc Conidae.. Vào năm 2011 Bouchet, Kantor et al. đã tách vài chi trong phân họ Clathurellinae để lập thành họ mới Clathurellidae.

## Các chi
- Acrista Hedley, 1922[1]
- Adanaclava Bartsch, 1950[1]
- Clathromangelia Monterosato, 1884 - synonym: Clathromangilia[1]
- Clathurella Carpenter, 1857[1]
- Comarmondia Monterosato, 1884 - synonyms: Bellardia Bucquoy, Dautzenberg & Dollfus, 1883; Bellardiella P. Fischer, 1883; Bellatula Strand, 1929[1]
- Corinnaeturris Bouchet & Warén, 1980[1]
- Crockerella Hertlein & Strong, 1951[1]
- Etrema Hedley, 1918 - synonym: Iraqetrema Dance & Eames, 1966[1]
- Etremopa Oyama, 1953[1]
- Etremopsis Powell, 1942[1]
- Euclathurella Woodring, 1928[1]
- Euglyphostoma Woodring, 1970[1]
- Glyphostoma Gabb, 1873[1]
- Glyphostomops Bartsch, 1934[1]
- Lienardia Jousseaume, 1884[1]
- Nannodiella Dall, 1919[1]
- Paraclathurella Boettger, 1895[1]
- Pseudoetrema Oyama, 1953[1]
- Strombinoturris Hertlein & Strong, 1951[1]
- Turrella Laseron, 1954

Genera brought into synonymy
- Bellardia Bucquoy, Dautzenberg & Dollfus, 1883: synonym of Comarmondia Monterosato, 1884
- Bellardiella P. Fischer, 1883: synonym of Comarmondia Monterosato, 1884
- Bellatula Strand, 1929: synonym of Comarmondia Monterosato, 1884
- Clathromangilia: synonym of Clathromangelia Monterosato, 1884
- Iraqetrema Dance & Eames, 1966: synonym of Etrema Hedley, 1918